# فاسيل كوستيوك
فاسيل كوستيوك (بالأوكرانية: Василь Євгенович Костюк)‏ هو لاعب كرة قدم أوكراني في مركز الهجوم، ولد في 9 فبراير 1989 في ليبيدين في أوكرانيا. لعب مع زوريا لوهانسك.

## وصلات خارجية
- فاسيل كوستيوك على موقع اتحاد أوكرانيا (الإنجليزية)
- فاسيل كوستيوك على موقع قاعدة بيانات كرة القدم.إي يو (الإنجليزية)